# زنان سرزمین من
زنان سرزمین من بیلبوردی بود که توسط سازمان هنری رسانه‌ای اوج، وابسته به سپاه پاسداران انقلاب اسلامی، روز ۲۱ مهر ۱۴۰۱ و همزمان با روز جهانی دختر در میدان ولی‌عصر تهران نصب شد. این بیلبورد که با اعتراضات سراسری بر ضد حجاب اجباری در ایران همزمان شده بود، یک روز بعد و با اعتراض بسیاری از صاحبان چهره‌های روی آن برچیده شد.
در این بیلبورد نگاره تعدادی از مشاهیر زن ایران در عرصه‌های مختلف ادبی، هنری و ورزشی از جمله مریم میرزاخانی و فروغ فرخزاد با روسری گنجانده شده بود. این اقدام در شرایطی صورت گرفت که زنان ایران نقشی محوری و پُررنگ در اعتراضات به کشته‌شدن مهسا امینی در بازداشت گشت ارشاد داشته و خواهان لغو قانون حجاب اجباری شدند.

## طرح
تصاویری از زنان ایرانی درگذشته یا در قید حیات از جمله هما روستا، حمیده خیرآبادی، ثریا قاسمی، ژاله علو، مرضیه برومند، پروانه معصومی، ماه‌چهره خلیلی، فاطمه معتمدآریا، مریلا زارعی، نرگس آبیار، فروغ فرخزاد، مریم میرزاخانی، توران میرهادی، ایران درودی، فاطمه رهبر، عفت علی عسگری، مریم کاتبی، مه‌لقا ملاح، سیمین دانشور، پروین اعتصامی، ایران درودی، طاهره صفارزاده، بدرالزمان قریب، سیده زهرا حسینی، بی‌بی مریم بختیاری و زهره کودایی در این بیلبورد به چشم می‌خورد.
مجتبی حسن‌زاده، طراح گرافیک این بیلبورد از اعضای خانه طراحان انقلاب اسلامی است. و در توضیح آن نوشته شده‌است: «قابی به وسعت همه بانوان ایران… به افتخار زنان و دختران ایران که همواره مایه درخشش ایران و ایرانیان بوده‌اند…»

## اعتراضات
انتشار نگاره‌های زنان بدون اجازه آنها در این بیلبورد با اعتراض بسیاری همراه شد. در ابتدا فاطمه معتمدآریا که نگاره با حجابش در میان این زنان است، با انتشار ویدئویی نسبت به انتشار نام و نگاره‌اش در این بیلبورد به شدت اعتراض کرد. او پیشتر در مراسم خاکسپاری امین تارخ، حجاب از سر برداشته بود. پس از آن مرضیه برومند، کارگردان و پروانه کاظمی، کوهنورد نیز به استفاده بی‌اجازه از عکسشان در این بیلبورد واکنش نشان دادند. ژاله علو و مرضیه برومند نیز خواستار حذف نگاره خود از این بیلبورد شدند.

## واکنش‌ها
کاوه سمندریان، فرزند هما روستا و حمید سمندریان، با انتشار تصویری از جوانی مادر خود در اینستاگرام، این اقدام حکومت جمهوری اسلامی را «رفتار شرم‌آور» خواند.
خبرگزاری فارس با انتشار نظر منتقدان درج تصاویر برخی افراد که کشف حجاب کرده‌اند را کار اشتباهی اعلام کرد. خبرگزاری تسنیم، وابسته به سپاه پاسداران انقلاب اسلامی، در یک گزارش تحلیلی با اشاره به مخالفت‌ها با دیواره نگاره گفته‌است شکاف در جامعه ایران عمیق شده‌است.